# Spagna agli VIII Giochi olimpici invernali
La Spagna partecipò agli VIII Giochi olimpici invernali, svoltisi a Squaw Valley, Stati Uniti, dal 18 al 28 febbraio 1960, con una delegazione di 4 atleti impegnati in una discipline.